# Arbeitsgericht Reichenhall
Das Arbeitsgericht Reichenhall war ein bayerisches Arbeitsgericht mit Sitz in Reichenhall.

## Geschichte
Gemäß Arbeitsgerichtsgesetz vom 23. Dezember 1926 wurden in Deutschland Arbeitsgerichte gebildet. Diese waren nur in der ersten Instanz organisatorisch selbstständige Gerichte, die Landesarbeitsgerichte waren den Landgerichten zugeordnet. Am Landgericht Traunstein entstand so 1927 das Landesarbeitsgericht Traunstein als eines von 23 Landesarbeitsgerichten in Bayern. In Reichenhall entstand das Arbeitsgericht Reichenhall als eines von acht Arbeitsgerichten des Landesarbeitsgerichts. Sein Sprengel umfasste die Gerichtsbezirke der Amtsgerichte Berchtesgaden und Reichenhall. Es bestand eine allgemeine Kammer für Arbeiter und Angestellte und eine Kammer für das Handwerk.
Bereits 1929 wurde die Zahl der Arbeitsgerichte deutlich reduziert. Das Landesarbeitsgericht Traunstein wurde aufgehoben, seine Aufgaben übernahm das Landesarbeitsgericht München. Der Sprengel des Arbeitsgerichts Reichenhall umfasste nun die Amtsgerichte Berchtesgaden, Burghausen, Reichenhall, Laufen und Tittmoning, da das Arbeitsgericht Laufen aufgehoben wurde.
Nach der Besetzung Deutschlands durch die Alliierten wurden 1945 zunächst alle Gerichte geschlossen. Die ordentlichen Gerichte wurden schon bald wieder eröffnet, während die Arbeitsgerichte zunächst nicht wieder eingerichtet wurden, so dass arbeitsgerichtliche Streitigkeiten von den ordentlichen Gerichten erledigt werden mussten. Gemäß Kontrollratsgesetz 21 vom 30. März 1946 sollten in Deutschland Arbeitsgerichte aufgebaut werden. Mit dem bayerischen Vollzugsgesetz vom 6. Dezember 1946 richtete das Staatsministerium für Arbeit und Sozialordnung am 30. Januar 1947 die Arbeitsgerichte wieder ein. Das Arbeitsgericht Reichenhall entstand dabei nicht neu.